# Seria GP2 – Hungaroring 2012
Runda GP2 na torze Hungaroring – dziewiąta runda mistrzostw serii GP2 w sezonie 2012.

## Wyniki

### Sesja treningowa
| Nr | Kierowca   | Konstruktor | Czas     | Okr. |
| -- | ---------- | ----------- | -------- | ---- |
| 2  | Josef Král | Barwa Addax | 1:29,573 | 15   |

### Kwalifikacje
Źródło: gp2series.com
| Poz. | Nr | Kierowca            | Konstruktor             | Czas     | Poz. s. |
| ---- | -- | ------------------- | ----------------------- | -------- | ------- |
| 1    | 26 | Max Chilton         | Carlin                  | 1:28,980 | 1       |
| 2    | 9  | James Calado        | Lotus GP                | 1:29,003 | 4       |
| 3    | 3  | Davide Valsecchi    | DAMS                    | 1:29,034 | 2       |
| 4    | 8  | Jolyon Palmer       | iSport International    | 1:29,093 | 3       |
| 5    | 23 | Luiz Razia          | Arden International     | 1:29,177 | 5       |
| 6    | 12 | Giedo van der Garde | Caterham Racing         | 1:29,202 | 6       |
| 7    | 10 | Esteban Gutiérrez   | Lotus GP                | 1:29,248 | 7       |
| 8    | 5  | Fabio Leimer        | Racing Engineering      | 1:29,334 | 8       |
| 9    | 7  | Marcus Ericsson     | iSport International    | 1:29,345 | 9       |
| 10   | 1  | Johnny Cecotto Jr.  | Barwa Addax             | 1:29,367 | 10      |
| 11   | 2  | Josef Král          | Barwa Addax             | 1:29,472 | 11      |
| 12   | 6  | Nathanaël Berthon   | Racing Engineering      | 1:29,496 | 12      |
| 13   | 4  | Felipe Nasr         | DAMS                    | 1:29,574 | 13      |
| 14   | 15 | Fabio Onidi         | Scuderia Coloni         | 1:29,637 | 14      |
| 15   | 18 | Sergio Canamasas    | Venezuela GP Lazarus    | 1:29,666 | 15      |
| 16   | 25 | Nigel Melker        | Ocean Racing Technology | 1:29,717 | 16      |
| 17   | 27 | Rio Haryanto        | Carlin                  | 1:29,786 | 17      |
| 18   | 24 | Victor Guerin       | Ocean Racing Technology | 1:29,786 | 18      |
| 19   | 14 | Stefano Coletti     | Scuderia Coloni         | 1:29,906 | 19      |
| 20   | 16 | Stéphane Richelmi   | Trident Racing          | 1:30,027 | 20      |
| 21   | 11 | Rodolfo González    | Caterham Racing         | 1:30,201 | 21      |
| 22   | 17 | Julián Leal         | Trident Racing          | 1:30,202 | 22      |
| 23   | 20 | Ricardo Teixeira    | Rapax                   | 1:30,475 | 23      |
| 24   | 22 | Simon Trummer       | Arden International     | 1:30,655 | 24      |
| 25   | 21 | Daniël de Jong      | Rapax                   | 1:30,930 | 25      |
| 26   | 19 | Giancarlo Serenelli | Venezuela GP Lazarus    | 1:33,093 | 26      |
| Poz. | Nr | Kierowca            | Konstruktor             | Czas     | Poz. s. |

### Główny wyścig

#### Wyścig
Źródło: Wyprzedź Mnie!
| P                 | + / –     | Nr | Kierowca            | Konstruktor             | Okr. | Czas / Strata | Komentarz |
| ----------------- | --------- | -- | ------------------- | ----------------------- | ---- | ------------- | --------- |
| 1                 | Bez zmian | 26 | Max Chilton         | Carlin                  | 37   | 59:02,965     |           |
| 2                 | Bez zmian | 3  | Davide Valsecchi    | DAMS                    | 37   | +0:00,628     |           |
| 3                 | 2         | 23 | Luiz Razia          | Arden International     | 37   | +0:01,538     |           |
| 4                 | Bez zmian | 9  | James Calado        | Lotus GP                | 37   | +0:04,090     |           |
| 5                 | 1         | 12 | Giedo van der Garde | Caterham Racing         | 37   | +0:08,070     |           |
| 6                 | 3         | 8  | Jolyon Palmer       | iSport International    | 37   | +0:10,805     |           |
| 7                 | 5         | 6  | Nathanaël Berthon   | Racing Engineering      | 37   | +0:16,236     |           |
| 8                 | 1         | 10 | Esteban Gutiérrez   | Lotus GP                | 37   | +0:16,826     |           |
| 9                 | 1         | 5  | Fabio Leimer        | Racing Engineering      | 37   | +0:17,794     |           |
| 10                | 9         | 14 | Stefano Coletti     | Scuderia Coloni         | 37   | +0:19,176     |           |
| 11                | 3         | 15 | Fabio Onidi         | Scuderia Coloni         | 37   | +0:28,116     |           |
| 12                | 5         | 27 | Rio Haryanto        | Carlin                  | 37   | +0:34,742     |           |
| 13                | 11        | 22 | Simon Trummer       | Arden International     | 37   | +0:35,069     |           |
| 14                | 2         | 25 | Nigel Melker        | Ocean Racing Technology | 37   | +0:35,458     |           |
| 15                | 10        | 21 | Daniël de Jong      | Rapax                   | 37   | +0:37,861     |           |
| 16                | 6         | 17 | Julián Leal         | Trident Racing          | 37   | +0:44,080     |           |
| 17                | 3         | 16 | Stéphane Richelmi   | Trident Racing          | 37   | +0:44,267     |           |
| 18                | 9         | 7  | Marcus Ericsson     | iSport International    | 37   | +1:04,364     |           |
| 19                | 4         | 20 | Ricardo Teixeira    | Rapax                   | 37   | +0:59,576     | [ 4 ]     |
| 20                | 6         | 19 | Giancarlo Serenelli | Venezuela GP Lazarus    | 37   | +1:44,003     |           |
| 21                | 3         | 24 | Victor Guerin       | Ocean Racing Technology | 36   | +1 okr.       |           |
| 22                | 7         | 18 | Sergio Canamasas    | Venezuela GP Lazarus    | 36   | +1 okr.       | [ 5 ]     |
| 23                | 2         | 11 | Rodolfo González    | Caterham Racing         | 36   | +1 okr.       | [ 6 ]     |
| 24                | 13        | 2  | Josef Král          | Barwa Addax             | 34   | +3 okr.       |           |
| 25                | 12        | 4  | Felipe Nasr         | DAMS                    | 33   | +4 okr.       |           |
| Niesklasyfikowani |           |    |                     |                         |      |               |           |
|                   |           | 1  | Johnny Cecotto Jr.  | Barwa Addax             | 4    |               | wypadek   |
| P                 | + / –     | Nr | Kierowca            | Konstruktor             | Okr. | Czas / Strata | Komentarz |

#### Najszybsze okrążenie
| Nr | Kierowca      | Konstruktor         | Czas     | Okr. |
| -- | ------------- | ------------------- | -------- | ---- |
| 22 | Simon Trummer | Arden International | 1:32,164 | 32   |

#### Premia za najszybsze okrążenie w TOP 10
| Nr | Kierowca         | Konstruktor | Czas     | Okr. |
| -- | ---------------- | ----------- | -------- | ---- |
| 3  | Davide Valsecchi | DAMS        | 1:32,896 | 34   |

#### Prowadzenie w wyścigu
| Nr                              | Kierowca          | Okrążenia   | Suma |
| ------------------------------- | ----------------- | ----------- | ---- |
| 26                              | Max Chilton       | 1-13, 28-37 | 22   |
| 10                              | Esteban Gutiérrez | 13-22       | 9    |
| 22                              | Simon Trummer     | 22-28       | 6    |
| \| Wykres \| \| ------ \| \| \| |                   |             |      |
| Wykres                          |                   |             |      |
|                                 |                   |             |      |

### Sprint

#### Wyścig
Źródło: Wyprzedź Mnie!
| P                 | + / –     | Nr | Kierowca            | Konstruktor             | Okr. | Czas / Strata | Komentarz                         |
| ----------------- | --------- | -- | ------------------- | ----------------------- | ---- | ------------- | --------------------------------- |
| 1                 | Bez zmian | 10 | Esteban Gutiérrez   | Lotus GP                | 28   | 43:58,301     |                                   |
| 2                 | Bez zmian | 6  | Nathanaël Berthon   | Racing Engineering      | 28   | +0:03,565     |                                   |
| 3                 | 3         | 23 | Luiz Razia          | Arden International     | 28   | +0:15,733     |                                   |
| 4                 | 3         | 3  | Davide Valsecchi    | DAMS                    | 28   | +0:29,352     |                                   |
| 5                 | 2         | 8  | Jolyon Palmer       | iSport International    | 28   | +0:30,237     |                                   |
| 6                 | 1         | 9  | James Calado        | Lotus GP                | 28   | +0:30,493     |                                   |
| 7                 | 5         | 27 | Rio Haryanto        | Carlin                  | 28   | +0:32,336     |                                   |
| 8                 | 17        | 4  | Felipe Nasr         | DAMS                    | 28   | +0:33,578     |                                   |
| 9                 | 1         | 14 | Stefano Coletti     | Scuderia Coloni         | 28   | +0:39,475     |                                   |
| 10                | 6         | 12 | Giedo van der Garde | Caterham Racing         | 28   | +0:41,928     |                                   |
| 11                | 3         | 26 | Max Chilton         | Carlin                  | 28   | +0:44,868     |                                   |
| 12                | 10        | 18 | Sergio Canamasas    | Venezuela GP Lazarus    | 28   | +0:45,399     |                                   |
| 13                | Bez zmian | 22 | Simon Trummer       | Arden International     | 28   | +0:45,417     |                                   |
| 14                | 5         | 5  | Fabio Leimer        | Racing Engineering      | 28   | +0:46,221     |                                   |
| 15                | 1         | 17 | Julián Leal         | Trident Racing          | 28   | +0:46,937     |                                   |
| 16                | 7         | 11 | Rodolfo González    | Caterham Racing         | 28   | +0:49,087     |                                   |
| 17                | 7         | 2  | Josef Král          | Barwa Addax             | 28   | +0:50,058     |                                   |
| 18                | 4         | 25 | Nigel Melker        | Ocean Racing Technology | 28   | +0:51,753     |                                   |
| 19                | 4         | 21 | Daniël de Jong      | Rapax                   | 28   | +0:54,037     |                                   |
| 20                | 1         | 20 | Ricardo Teixeira    | Rapax                   | 28   | +0:54,870     |                                   |
| 21                | 4         | 16 | Stéphane Richelmi   | Trident Racing          | 28   | +0:55,887     |                                   |
| 22                | 2         | 19 | Giancarlo Serenelli | Venezuela GP Lazarus    | 28   | +1:04,537     |                                   |
| 23                | 2         | 24 | Victor Guerin       | Ocean Racing Technology | 28   | +1:09,900     |                                   |
| 24                | 13        | 15 | Fabio Onidi         | Scuderia Coloni         | 27   | +1 okr.       |                                   |
| Niesklasyfikowani |           |    |                     |                         |      |               |                                   |
|                   |           | 1  | Johnny Cecotto Jr.  | Barwa Addax             | 10   |               | kolizja z Onidim                  |
|                   |           | 7  | Marcus Ericsson     | iSport International    | 1    |               | uszkodzenie przedniej lewej opony |
| P                 | + / –     | Nr | Kierowca            | Konstruktor             | Okr. | Czas / Strata | Komentarz                         |

#### Najszybsze okrążenie
| Nr | Kierowca          | Konstruktor | Czas     | Okr. |
| -- | ----------------- | ----------- | -------- | ---- |
| 10 | Esteban Gutiérrez | Lotus GP    | 1:32,348 | 15   |

#### Prowadzenie w wyścigu
| Nr                              | Kierowca          | Okrążenia | Suma |
| ------------------------------- | ----------------- | --------- | ---- |
| 10                              | Esteban Gutiérrez | 1-28      | 28   |
| \| Wykres \| \| ------ \| \| \| |                   |           |      |
| Wykres                          |                   |           |      |
|                                 |                   |           |      |

## Lista startowa
Daniël de Jong zmienił Toma Dillmanna w bolidzie Rapax.
| Team                    | Nr | Kierowca            |
| ----------------------- | -- | ------------------- |
| Barwa Addax             | 1  | Johnny Cecotto Jr.  |
| Barwa Addax             | 2  | Josef Král          |
| DAMS                    | 3  | Davide Valsecchi    |
| DAMS                    | 4  | Felipe Nasr         |
| Racing Engineering      | 5  | Fabio Leimer        |
| Racing Engineering      | 6  | Nathanaël Berthon   |
| iSport International    | 7  | Marcus Ericsson     |
| iSport International    | 8  | Jolyon Palmer       |
| Lotus GP                | 9  | James Calado        |
| Lotus GP                | 10 | Esteban Gutiérrez   |
| Caterham Racing         | 11 | Rodolfo González    |
| Caterham Racing         | 12 | Giedo van der Garde |
| Scuderia Coloni         | 14 | Stefano Coletti     |
| Scuderia Coloni         | 15 | Fabio Onidi         |
| Trident Racing          | 16 | Stéphane Richelmi   |
| Trident Racing          | 17 | Julián Leal         |
| Venezuela GP Lazarus    | 18 | Sergio Canamasas    |
| Venezuela GP Lazarus    | 19 | Giancarlo Serenelli |
| Rapax                   | 20 | Ricardo Teixeira    |
| Rapax                   | 21 | Daniël de Jong      |
| Arden International     | 22 | Simon Trummer       |
| Arden International     | 23 | Luiz Razia          |
| Ocean Racing Technology | 24 | Victor Guerin       |
| Ocean Racing Technology | 25 | Nigel Melker        |
| Carlin                  | 26 | Max Chilton         |
| Carlin                  | 27 | Rio Haryanto        |

## Klasyfikacja po zakończeniu rundy

### Kierowcy
| P  | +/− | Kierowca            | Starty | Punkty | P1 | P2 | P3 | PP | NO | NS |
| -- | --- | ------------------- | ------ | ------ | -- | -- | -- | -- | -- | -- |
| 1  | 0   | Luiz Razia          | 18     | 196    | 4  | 2  | 3  | –  | 3  | –  |
| 2  | 0   | Davide Valsecchi    | 18     | 189    | 3  | 3  | 2  | 2  | 3  | 2  |
| 3  | 0   | Esteban Gutiérrez   | 18     | 150    | 3  | 2  | 1  | –  | 4  | 1  |
| 4  | +1  | James Calado        | 18     | 132    | 2  | 2  | 1  | 1  | 2  | 2  |
| 5  | −1  | Giedo van der Garde | 18     | 129    | 1  | 1  | 3  | 2  | 1  | –  |
| 6  | 0   | Max Chilton         | 18     | 124    | 1  | 1  | 1  | 1  | –  | 1  |
| 7  | 0   | Fabio Leimer        | 18     | 96     | –  | 2  | 1  | 1  | 1  | 1  |
| 8  | 0   | Johnny Cecotto Jr.  | 18     | 75     | 2  | 1  | –  | 1  | 1  | 8  |
| 9  | 0   | Felipe Nasr         | 18     | 69     | –  | –  | 3  | –  | –  | 3  |
| 10 | +1  | Jolyon Palmer       | 16     | 62     | 1  | –  | 1  | –  | –  | 2  |
| 11 | +1  | Nathanaël Berthon   | 18     | 59     | –  | 2  | –  | –  | –  | 1  |
| 12 | −2  | Marcus Ericsson     | 18     | 56     | –  | 2  | –  | –  | 1  | 3  |
| 13 | 0   | Stefano Coletti     | 18     | 32     | –  | –  | 1  | –  | 1  | 5  |
| 14 | 0   | Tom Dillmann        | 14     | 29     | 1  | –  | –  | –  | –  | 3  |
| 15 | 0   | Rio Haryanto        | 18     | 29     | –  | –  | –  | –  | 1  | 1  |
| 16 | 0   | Nigel Melker        | 18     | 25     | –  | –  | –  | –  | –  | 2  |
| 17 | 0   | Stéphane Richelmi   | 18     | 19     | –  | –  | 1  | –  | –  | 4  |
| 18 | 0   | Fabio Onidi         | 18     | 13     | –  | –  | –  | –  | –  | 2  |
| 19 | 0   | Rodolfo González    | 18     | 6      | –  | –  | –  | –  | –  | 2  |
| 20 | 0   | Simon Trummer       | 18     | 4      | –  | –  | –  | –  | –  | –  |
| 21 | 0   | Julián Leal         | 18     | 1      | –  | –  | –  | –  | –  | 1  |
| 22 | 0   | Fabrizio Crestani   | 14     | 1      | –  | –  | –  | –  | –  | 4  |
| 23 | 0   | Brendon Hartley     | 4      | 1      | –  | –  | –  | –  | –  | 1  |
| 24 | 0   | Josef Král          | 14     | 0      | –  | –  | –  | –  | –  | 2  |
| 25 | 0   | Daniël de Jong      | 6      | 0      | –  | –  | –  | –  | –  | 1  |
| 26 | 0   | Dani Clos           | 6      | 0      | –  | –  | –  | –  | –  | 2  |
| 27 | +1  | Sergio Canamasas    | 4      | 0      | –  | –  | –  | –  | –  | –  |
| 28 | −1  | Ricardo Teixeira    | 16     | 0      | –  | –  | –  | –  | –  | 3  |
| 29 | 0   | Giancarlo Serenelli | 18     | 0      | –  | –  | –  | –  | –  | 4  |
| 30 | 0   | Victor Guerin       | 12     | 0      | –  | –  | –  | –  | –  | 3  |
| 31 | 0   | Jon Lancaster       | 2      | 0      | –  | –  | –  | –  | –  | 1  |
| P  | +/− | Kierowca            | Starty | Punkty | P1 | P2 | P3 | PP | NO | NS |

### Konstruktorzy
| P  | +/− | Konstruktor             | Starty | Punkty | P1 | P2 | P3 | PP | NO | NS |
| -- | --- | ----------------------- | ------ | ------ | -- | -- | -- | -- | -- | -- |
| 1  | 0   | Lotus GP                | 36     | 282    | 5  | 4  | 2  | 2  | 5  | 3  |
| 2  | 0   | DAMS                    | 36     | 260    | 3  | 3  | 5  | 2  | 4  | 4  |
| 3  | 0   | Arden International     | 36     | 200    | 4  | 2  | 3  | –  | 3  | –  |
| 4  | 0   | Racing Engineering      | 36     | 155    | –  | 4  | 1  | 1  | 1  | 2  |
| 5  | +1  | Carlin                  | 35     | 153    | 1  | 1  | 1  | 1  | 1  | 2  |
| 6  | −1  | Caterham Racing         | 36     | 135    | 1  | 1  | 3  | 2  | 1  | 3  |
| 7  | 0   | iSport International    | 34     | 118    | 1  | 2  | 1  | –  | 1  | 5  |
| 8  | 0   | Barwa Addax             | 36     | 82     | 2  | 1  | –  | 1  | 1  | 12 |
| 9  | 0   | Rapax                   | 36     | 29     | 1  | –  | –  | –  | –  | 7  |
| 10 | 0   | Ocean Racing Technology | 36     | 26     | –  | –  | –  | –  | –  | 7  |
| 11 | 0   | Trident Racing          | 36     | 20     | –  | –  | 1  | –  | –  | 5  |
| 12 | 0   | Venezuela GP Lazarus    | 36     | 1      | –  | –  | –  | –  | –  | 8  |
| –  | 0   | Scuderia Coloni         | 36     | 0 (45) | –  | –  | 1  | –  | 1  | 7  |
| P  | +/− | Konstruktor             | Starty | Punkty | P1 | P2 | P3 | PP | NO | NS |